# 拓扑空间
拓扑空间（英語：Topological space）是一种賦予「一點附近」這個概念的抽象数学结构；拓扑空间也是一个集合，其元素称为点，由此可以定義出如收敛、连通、连续等概念。拓扑空间在现代数学的各个分支都有应用，是一个居于中心地位的、统一性的概念。拓扑空间有独立研究的价值，研究拓扑空间的数学分支称为拓扑学。

## 定义动机
拓扑結構最實用的動機，在於怎麼去定義「一點的附近」，用以定義函數極限。
對於度量空间 {\displaystyle (M,\,d)} 內的任一點 {\displaystyle x}，可定義中心為 {\displaystyle x}，半徑為 {\displaystyle r>0} 的開球
{\displaystyle B(x;r):=\left\{y\in M\,{\bigg |}\,d(x,\,y)<r\right\}}
然後把開球視為點 {\displaystyle x} 附近的「開放邊界區域」。但考慮到「區域」應該是有任意形狀的，那一般的「開放邊界區域」，應該是任取裡面的點 {\displaystyle x} ，都會有一個夠小的開球 {\displaystyle B(x;r)} 完全落在這個區域裡，也就是說，可以定義 {\displaystyle (M,\,d)} 的開子集 {\displaystyle O\subseteq M} 為滿足如下條件的子集合
{\displaystyle (\forall x\in O)(\exists r>0)[\,B(x;r)\subseteq O\,]}
這樣定義的開集有一些有趣的性質：
(1) 任二開集的交集也是開集
任取兩個 {\displaystyle (M,\,d)} 的開子集 {\displaystyle O_{1},\,O_{2}\subseteq M} ，若 {\displaystyle x\in O_{1}\cap O_{2}} ，根據定義存在 {\displaystyle r_{1},\,r_{2}>0} 使得
{\displaystyle B(x;r_{1})\subseteq O_{1}}
{\displaystyle B(x;r_{2})\subseteq O_{2}}
這樣若取 {\displaystyle r=\min {\{r_{1},\,r_{2}\}}} ，則會有：
{\displaystyle B(x;r)\subseteq O_{1}\cap O_{2}}
也就是說， {\displaystyle O_{1}\cap O_{2}} 也是個開集。
(2) 任意個開集的并集也會是開集
若 {\displaystyle {\mathfrak {A}}\subseteq {\mathcal {P}}(M)} 是一群開集所構成的集合，也就是說
{\displaystyle \forall O\{(O\in {\mathfrak {A}})\Rightarrow (\forall x\in O)(\exists r>0)[\,B(x;r)\subseteq O\,]\}}
如果取
{\displaystyle a\in \bigcup {\mathfrak {A}}}
換句話說：
{\displaystyle \exists O[\,(O\in {\mathfrak {A}})\wedge (a\in O)\,]}
這樣的話，顯然有
{\displaystyle (\exists r>0)\left[\,B(a;r)\subseteq \bigcup {\mathfrak {A}}\,\right]}
所以 {\displaystyle \bigcup {\mathfrak {A}}} 也會是一個開集。
以上的性質促使人們在不依託度量情況下，去定義一個描述「一點的附近」的結構，換句話說，去抽象的定義一群開集是這麼樣的特殊集合，任二開集的交集是開的且任意開集的聯集也是開的。

## 正式定义

上圖為三點集合{1,2,3}上四個拓撲的例子和兩個反例。左下角的集合並不是個拓撲空間，因為缺少{2}和{3}的聯集{2,3}；右下角的集合也不是個拓撲空間，因為缺少{1,2}和{2,3}的交集{2}。

拓扑结构一词涵盖了开集系，闭集系，邻域系，开核，閉包，导集，滤子等若干概念。可以从这些概念出发，给出若干种等价結構，但大部分書籍都以開集系為準。

### 开集系
根據定义动机一節可以作如下的定義：
 {\displaystyle X} 的子集族 {\displaystyle {\mathfrak {O}}\subseteq {\mathcal {P}}(M)} 若滿足以下开集公理
| 正式定義 | 直觀解釋                               |
| --- | -------------------------------------- |
| {\displaystyle X,\,\varnothing \in {\mathfrak {O}}} | {\displaystyle X} 本身和空集合也是開的 |
| {\displaystyle \forall O_{1}\forall O_{2}[\,(O_{1},\,O_{2}\in {\mathfrak {O}})\Rightarrow (O_{1}\cap O_{2}\in {\mathfrak {O}})\,]}                                    | 有限個開集的交集也是開的               |
| {\displaystyle \forall {\mathfrak {A}}\left[\,({\mathfrak {A}}\subseteq {\mathfrak {O}})\Rightarrow \left(\bigcup {\mathfrak {A}}\in {\mathfrak {O}}\right)\,\right]} | 任意個開集的併集也是開的               |

則称 {\displaystyle {\mathfrak {O}}} 为 {\displaystyle X} 的开集系（其中的元素称为开集）或拓扑，{\displaystyle (X,\,{\mathfrak {O}})} 則被稱為一拓扑空間，{\displaystyle X} 內的元素 {\displaystyle x\in X} 則称为拓扑空间 {\displaystyle (X,\,{\mathfrak {O}})} 的点。
开集系的代號 {\displaystyle {\mathfrak {O}}} 是字母「O」的德文尖角體，取名自德语形容词「」（開的）。
从开集系出发定义其它概念：（{\displaystyle A\subseteq X} 為 {\displaystyle X} 的子集）
- 闭集：若 {\displaystyle X-A} 是开集，則稱 {\displaystyle A} 是闭集。
- 邻域：若存在开集 {\displaystyle O} 使得 {\displaystyle x\in O\subseteq A} ，則稱 {\displaystyle A} 是点 {\displaystyle x} 的邻域。
- 开核：{\displaystyle A} 的開核（或內部）{\displaystyle A^{\circ }} 定義為{\displaystyle A} 內所有开集之并，也就是
{\displaystyle A^{\circ }:=\bigcup \left\{O\in {\mathfrak {O}}\,{\big |}\,O\subseteq A\right\}}

### 闭集系
{\displaystyle X} 的子集族 {\displaystyle {\mathfrak {F}}\subseteq {\mathcal {P}}(X)} 若滿足如下闭集公理：
| 正式定義 | 直觀解釋                               |
| --- | -------------------------------------- |
| {\displaystyle X,\,\varnothing \in {\mathfrak {F}}} | {\displaystyle X} 本身和空集合也是閉的 |
| {\displaystyle \forall F_{1}\forall F_{2}[\,(F_{1},\,F_{2}\in {\mathfrak {F}})\Rightarrow (F_{1}\cup F_{2}\in {\mathfrak {F}})\,]}                                    | 有限個閉集的併集是閉的                 |
| {\displaystyle \forall {\mathfrak {B}}\left[\,({\mathfrak {B}}\subseteq {\mathfrak {F}})\Rightarrow \left(\bigcap {\mathfrak {B}}\in {\mathfrak {F}}\right)\,\right]} | 任意個閉集的交集是閉的                 |

則称 {\displaystyle {\mathfrak {F}}} 为 {\displaystyle X} 的闭集系（其中的元素称为闭集）。
閉集系的代號 {\displaystyle {\mathfrak {F}}} 是字母「 F」 的德文尖角體，取名自法语动词「」（關閉）的过去分词「」（封閉的）。
根據德摩根定理和量詞符號的意義，以下的子集族
{\displaystyle {\mathfrak {O}}_{\mathfrak {F}}=\left\{O\in {\mathcal {P}}(X)\,{\big |}\,X-O\in {\mathfrak {F}}\right\}}
為开集系，類似地，對於開集系 {\displaystyle {\mathfrak {O}}} ，以下的子集族
{\displaystyle {\mathfrak {F}}_{\mathfrak {O}}=\left\{F\in {\mathcal {P}}(X)\,{\big |}\,X-F\in {\mathfrak {O}}\right\}}
為閉集系，所以閉集系跟拓扑是等價的結構。
从闭集系出发定义其它概念：（{\displaystyle A\subseteq X} 為 {\displaystyle X} 的子集）
- 开集：{\displaystyle X-A} 是闭集，則稱 {\displaystyle A} 是开集。
- 闭包：{\displaystyle A} 的闭包{\displaystyle {\overline {A}}} 定義為包含A的所有闭集之交，也就是
{\displaystyle {\overline {A}}:=\bigcap \left\{F\in {\mathfrak {F}}\,{\big |}\,A\subseteq F\right\}}

### 邻域系
函数 {\displaystyle {\mathfrak {U}}:X\to {\mathcal {P}}[{\mathcal {P}}(X)]}（ {\displaystyle {\mathcal {P}}[{\mathcal {P}}(X)]} 指 {\displaystyle X} 的幂集的幂集，也就是由所有子集族所構成的集合）若對任意 {\displaystyle x\in X} 满足如下邻域公理：
| 正式定義 | 直觀解釋 |
| --- | --- |
| {\displaystyle \forall U\{\,[\,U\in {\mathfrak {U}}(x)\,]\Rightarrow (x\in U)\,\}}                                                                                   | {\displaystyle x} 屬於 {\displaystyle {\mathfrak {U}}(x)} 的任意元素（{\displaystyle {\mathfrak {U}}(x)} 裡的元素都是 {\displaystyle x} 的邻域） |
| {\displaystyle \forall U\forall V\{\,[\,U,\,V\in {\mathfrak {U}}(x)\,]\Rightarrow [\,U\cap V\in {\mathfrak {U}}(x)\,]\,\}}                                           | {\displaystyle x} 的任二邻域的交集也是 {\displaystyle x} 的邻域                                                                                  |
| {\displaystyle (\forall V\subseteq X)[\,\forall U\in {\mathfrak {U}}(x)\,]\{\,(U\subseteq V)\Rightarrow [\,V\in {\mathfrak {U}}(x)\,]\,\}}                           | 包含任何 {\displaystyle x} 的邻域的任意子集也是 {\displaystyle x} 的邻域                                                                         |
| {\displaystyle [\,\forall U\in {\mathfrak {U}}(x)\,][\,\exists V\in {\mathfrak {U}}(x)\,]\{\,(V\subseteq U)\wedge (\forall y\in V)[\,U\in {\mathfrak {U}}(y)\,]\,\}} | {\displaystyle x} 的每個邻域內有個 {\displaystyle x} 的邻域，使的大邻域都是小邻域裡面點的領域                                                    |

这样任意 {\displaystyle {\mathfrak {U}}(x)} 被称为 {\displaystyle x} 的邻域系， {\displaystyle {\mathfrak {U}}(x)} 裡的元素 {\displaystyle U\in {\mathfrak {U}}(x)} 則称为 {\displaystyle x} 的邻域。
換句話說，函數 {\displaystyle {\mathfrak {U}}} 将 {\displaystyle X} 的每个点 {\displaystyle x\in X} 映射至 {\displaystyle {\mathfrak {U}}(x)} ，而 {\displaystyle {\mathfrak {U}}(x)} 則是所有 {\displaystyle x} 的邻域所構成的集族。
邻域系的代號 {\displaystyle {\mathfrak {U}}} 是字母「 U」 的德文尖角體，取名自德语动词「 」（環繞）的名詞化「」（周圍、環境）。
若取以下的子集族
{\displaystyle {\mathfrak {O}}_{\mathfrak {U}}=\left\{O\in {\mathcal {P}}(X)\,{\big |}\,(\forall x)\{\,(x\in O)\Rightarrow [\,O\in {\mathfrak {U}}(x)\,]\,\}\right\}}
因為 {\displaystyle X} 包含任意邻域， {\displaystyle X} 本身顯然為任意 {\displaystyle x\in X} 的領域，故  {\displaystyle X\in {\mathfrak {O}}_{\mathfrak {U}}} ；另外空集合 {\displaystyle \varnothing } 沒有任何屬於它的點，所以根據實質條件的意義，{\displaystyle \varnothing \in {\mathfrak {O}}_{\mathfrak {U}}}。
若取 {\displaystyle O_{1},\,O_{2}\in {\mathfrak {O}}_{\mathfrak {U}}} ，根據邻域公理的第二項有 {\displaystyle O_{1}\cap O_{2}\in {\mathfrak {O}}_{\mathfrak {U}}} ；若取 {\displaystyle {\mathfrak {B}}\subseteq {\mathfrak {O}}_{\mathfrak {U}}} ，且 {\displaystyle x\in \bigcup {\mathfrak {B}}} ，那換句話說
{\displaystyle \exists O[\,(O\in {\mathfrak {B}})\wedge (x\in O)\,]}
這樣的話有
{\displaystyle \exists O[\,(O\in {\mathfrak {B}})\wedge (x\in O)\wedge (O\in {\mathfrak {O}}_{\mathfrak {U}})\,]}
那這樣根據邻域公理第三項，{\displaystyle \bigcup {\mathfrak {B}}\in {\mathfrak {O}}_{\mathfrak {U}}}，所以 {\displaystyle {\mathfrak {O}}_{\mathfrak {U}}} 的確是個開集合系。
類似地對於開集系 {\displaystyle {\mathfrak {O}}} ，若對任意 {\displaystyle x\in X} 取
{\displaystyle {\mathfrak {U}}(x)=\left\{U\in {\mathcal {P}}(X)\,{\big |}\,\exists O[\,(O\in {\mathfrak {O}})\wedge (O\subseteq U)\wedge (x\in O)\,]\right\}}
那 {\displaystyle {\mathfrak {U}}(x)} 也會符合上面四款邻域系公理（注意到第四項取 {\displaystyle V=U^{\circ }} ），所以對所有 {\displaystyle x\in X} 定義了邻域系等同於定義了一個拓扑。
从邻域系出发定义其它概念：（{\displaystyle A\subseteq X} 為 {\displaystyle X} 的子集）
- 开集：对任意 {\displaystyle x\in A} ，有 {\displaystyle A\in {\mathfrak {U}}(x)}，則稱 {\displaystyle A} 是开集。（開集本身是它所有点的邻域）
- 开核：{\displaystyle A^{\circ }=\left\{x\in X\,{\big |}\,\exists U\{\,[\,U\in {\mathfrak {U}}(x)\,]\wedge (U\subseteq A)\,\}\right\}}（開核裡的每一點，都有一個包含於 {\displaystyle A} 的領域。）
- 闭包：{\displaystyle {\overline {A}}=\left\{x\in X\,{\big |}\,\forall U\{[\,U\in {\mathfrak {U}}(x)\,]\Rightarrow (U\cap A\neq \varnothing )\}\right\}}。（閉包裡每一點的領域，都跟 {\displaystyle A} 有交集。）

### 闭包公理
{\displaystyle X}的幂集{\displaystyle P(X)}上的一元运算{\displaystyle c:P(X)\to P(X)}（即将{\displaystyle X}的子集A映射为{\displaystyle X}的子集{\displaystyle c(A)}）称为闭包运算（像称为原像的闭包）。当且仅当运算{\displaystyle c}满足下述的闭包公理：
- A1：{\displaystyle A\subseteq c(A)}；
- A2：{\displaystyle c(c(A))=c(A)}；
- A3：{\displaystyle c(A\cup B)=c(A)\cup c(B)}；
- A4：{\displaystyle c(\varnothing )=\varnothing }。

集合{\displaystyle A}的闭包通常记为{\displaystyle {\overline {A}}}。
从闭包出发定义其它概念：
- 从闭包定义闭集：{\displaystyle X}的子集{\displaystyle A}是闭集，当且仅当{\displaystyle A={\overline {A}}}。
- 从闭包定义开核：{\displaystyle X}的子集{\displaystyle A}的开核{\displaystyle A^{\circ }=X-{\overline {X-A}}}。
- 从闭包定义邻域：{\displaystyle X}的子集{\displaystyle U}是点{\displaystyle x}的邻域，当且仅当{\displaystyle x\notin {\overline {X-U}}}。

### 开核公理
{\displaystyle X}的幂集{\displaystyle P(X)}上的一元运算{\displaystyle o:P(X)\to P(X)}（即将{\displaystyle X}的子集A映射为{\displaystyle X}的子集{\displaystyle o(A)}）称为开核运算（像称为原像的开核或内部）。当且仅当运算{\displaystyle o}满足如下开核公理：
- I1：{\displaystyle o(A)\subseteq A}；
- I2：{\displaystyle o(o(A))=o(A)}；
- I3：{\displaystyle o(A\cap B)=o(A)\cap o(B)}；
- I4：{\displaystyle o(X)=X}。

集合{\displaystyle A}的开核通常记为{\displaystyle A^{\circ }}。
（显然，开核运算是闭包运算的对偶概念）。
从开核出发定义其它概念：
- 从开核定义开集：{\displaystyle X}的子集{\displaystyle A}是开集，当且仅当{\displaystyle A=A^{\circ }}。
- 从开核定义邻域：{\displaystyle X}的子集{\displaystyle U}是点{\displaystyle x}的邻域，当且仅当{\displaystyle x\in U^{\circ }}。
- 从开核定义闭包：{\displaystyle X}的子集{\displaystyle A}的闭包{\displaystyle {\overline {A}}=X-(X-A)^{\circ }}。

### 导集公理
{\displaystyle X}的幂集{\displaystyle {\mathcal {P}}(X)}上的一元运算{\displaystyle d:{\mathcal {P}}(X)\to {\mathcal {P}}(X)}（即将{\displaystyle X}的子集{\displaystyle A}映射为{\displaystyle X}的子集{\displaystyle d(A)}）称为导集运算（像称为原像的导集），当且仅当{\displaystyle d}满足以下导集公理：
- D1：{\displaystyle d(\varnothing )=\varnothing }；
- D2：{\displaystyle d(d(A))\subseteq d(A)\cup A}；
- D3：{\displaystyle \forall x\in X,\ d(A)=d(A-\{x\})}；
- D4：{\displaystyle d(A\cup B)=d(A)\cup d(B)}

从导集出发定义其它概念：
- 从导集定义闭集：{\displaystyle X}的子集{\displaystyle A}是闭集，当且仅当{\displaystyle d(A)\subseteq A}。

## 拓扑之间的关系
同一个全集可以拥有不同的拓扑，有些是有用的，有些是平庸的，这些拓扑之间可以形成一种偏序关系。当拓扑{\displaystyle {\mathfrak {T}}_{1}}的每一个开集都是拓扑{\displaystyle {\mathfrak {T}}_{2}}的开集时，称拓扑{\displaystyle {\mathfrak {T}}_{2}}比拓扑{\displaystyle {\mathfrak {T}}_{1}}更细，或称拓扑{\displaystyle {\mathfrak {T}}_{1}}比拓扑{\displaystyle {\mathfrak {T}}_{2}}更粗。
仅依赖于特定开集的存在而成立的结论，在更细的拓扑上依然成立；类似的，仅依赖于特定集合不是开集而成立的结论，在更粗的拓扑上也依然成立。
最粗的拓扑是由空集和全集两个元素构成的拓扑，最细的拓扑是离散拓扑，这两个拓扑都是平庸的。
在有些文献中，我们也用大小或者强弱来表示这里粗细的概念。

## 连续映射与同胚
类似定义拓扑空间，连续映射也有基于开集，闭集，开核，闭包和邻域等概念的等价定义。
定義 — 

{\displaystyle (X,\,{\mathfrak {O}}_{X})} 與 {\displaystyle (Y,\,{\mathfrak {O}}_{Y})} 都是拓扑空间，如果函数 {\displaystyle f:X\to Y} 滿足：
{\displaystyle (\forall B\in {\mathfrak {O}}_{Y})[f^{-1}(B)\in {\mathfrak {O}}_{X}]}
称 {\displaystyle f} 为 {\displaystyle {\mathfrak {O}}_{X}}-{\displaystyle {\mathfrak {O}}_{Y}} 连续。
若更進一步，{\displaystyle f} 為双射而有反函數 {\displaystyle f^{-1}:Y\to X} 且 {\displaystyle f^{-1}} 為 {\displaystyle {\mathfrak {O}}_{Y}}-{\displaystyle {\mathfrak {O}}_{X}} 连续，則稱 {\displaystyle f} 為 {\displaystyle {\mathfrak {O}}_{X}}-{\displaystyle {\mathfrak {O}}_{Y}} 同胚映射，且稱{\displaystyle X} 與 {\displaystyle Y} 是同胚的。

### 性質
- {\displaystyle f}对任何闭集的原像是闭集。
- 对点{\displaystyle f(x)}的任一邻域{\displaystyle V}，都存在点{\displaystyle x}的一个邻域{\displaystyle U}，使得{\displaystyle f(U)\subset V}，则称{\displaystyle f(x)}在点{\displaystyle x}连续，而连续映射即点点连续的映射。
- 对任一集合{\displaystyle A}，{\displaystyle f({\overline {A}})\subseteq {\overline {f(A)}}}成立。
- 对任一集合{\displaystyle A}，{\displaystyle f^{-1}(A^{\circ })\subseteq (f^{-1}(A))^{\circ }}成立。

## 拓扑空间范畴
拓扑空间作为对象，连续映射作为态射，构成了拓扑空间范畴，它是数学中的一个基础性的範疇。试图通过不变量来对这个范畴进行分类的想法，激发和产生了整个领域的研究工作，包括同伦论、同调论和K-理论。

## 相关概念

### 基本概念
给定拓扑空间{\displaystyle (X,\tau )}，A是X的子集，有以下概念（继续使用上面的符号）：
内部，内点
A的开核o(A)又称为A的内部，其元素称为A的内点。
外部，外点
X - c(A)称为A的外部，其元素称为A的外点。
边界，边界点
c(A)∩c(X-A)称为A的边界，其元素称为A的边界点。
触点
A的闭包c(A)中的点称为A的触点。
稠密性，稠密集
称A在X中是稠密的（或称稠密集），当且仅当c(A) = X。
边缘集
称A是X的边缘集，当且仅当X-A在X中是稠密的。
疏性，疏集
称A在X中是疏的（或称疏集），当且仅当c(A)是X中的边缘集。
第一范畴集，第二范畴集
称A是X中的第一范畴集，当且仅当A可以表示为可数个疏集的并。称A是X中的第二范畴集，当且仅当A不是X中的第一范畴集。
聚点，导集
X中的点x称为A的聚点，当且仅当x ∈ c(A - {x})（或者等价地，x的任意邻域至少包含x以外的A的一个点）。A的所有聚点组成的集合称为A的导集。
孤立点
A中的点x称为A的孤立点，当且仅当它不是A的聚点。
孤点集，离散集
称A为孤点集或离散集，当且仅当A中所有的点都是A的孤立点。
自密集
称A为自密集，当且仅当A中的点都是A的聚点（等价地，A中没有A的孤立点）。
完备集
称A为完备集，当且仅当A等于其导集。
自密核
A的最大自密子集称为A的自密核。
无核集
称A是无核集，当且仅当A的自密核是∅（或等价地，A的任意非空子集都含有孤立点）。

### 网
网的目的在推广序列及极限，网的收性称作Moore-Smith收敛。其关键在於以有向集合代替自然数集{\displaystyle \mathbb {N} }。
空间{\displaystyle X}上的一个网{\displaystyle (x_{\alpha })_{\alpha \in A}}是从有向集合{\displaystyle A}映至{\displaystyle X}的映射。
若存在{\displaystyle x\in X}，使得对每个{\displaystyle x}的邻域{\displaystyle U}都存在{\displaystyle \beta \in A}，使得{\displaystyle \alpha \geq \beta \Rightarrow x_{\alpha }\in U}，则称网{\displaystyle (x_{\alpha })_{\alpha \in A}}收敛至{\displaystyle x}。
几乎所有点集拓扑学的基本概念都能表述作网的收敛性，请参阅主条目网

## 拓扑空间的例子
- 实数集R构成一个拓扑空间：全体开区间构成其上的一组拓扑基，其上的拓扑就由这组基来生成。这意味着实数集R上的开集是一组开区间的并（开区间的数量可以是无穷多个，但进一步可以证明，所有的开集可以表示为可数个互不相交的开区间的并）。从许多方面来说，实数集都是最基本的拓扑空间，并且它也指导着我们获得对拓扑空间的许多直观理解；但是也存在许多“奇怪”的拓扑空间，它们有悖于我们从实数集获得的直观理解。
- 更一般的，n维欧几里得空间Rn构成一个拓扑空间，其上的开集就由开球来生成。
- 任何度量空间都可构成一个拓扑空间，如果其上的开集由开球来生成。这中情况包括了许多非常有用的无穷维空间，如泛函分析领域中的Banach空间和希尔伯特空间。
- 任何局部域都自然地拥有一个拓扑，并且这个拓扑可以扩张成为这个域上的向量空间。
- 除了由全体开区间生成的拓扑之外，实数集还可以赋予另外一种拓扑—下限拓扑（lower limit topology）。这种拓扑的开集由下列点集构成—空集、全集和由全体半开区间[a, b)生成的集合。这种拓扑严格地细于上面定义的欧几里得拓扑；在这种拓扑空间中，一个点列收敛于一点，当且仅当，该点列在欧几里得拓扑中也收敛于这个点。这样我们就给出了一个集合拥有不同拓扑的示例。
- 流形都是一个拓扑空间。
- 每一个单形都是一个拓扑空间。单形是一种在计算几何学中非常有用的凸集。在0、1、2和3维空间中，相应的单形分别是点、线段、三角形和四面体。
- 每一个单纯复形都是一个拓扑空间。一个单纯复形由许多单形构成。许多几何体都可以通过单纯复形—来建立模型，参见多胞形（Polytope）。
- 扎里斯基拓扑是一种纯粹由代数来定义的拓扑，这种拓扑建立在某个环的交換环谱之上或者某个代数簇之上。对Rn或者Cn来说，相应扎里斯基拓扑定义的闭集，就是由全体多项式方程的解集合构成。
- 线性图是一种能推广图的许多几何性质的拓扑空间。
- 泛函分析中的许多算子集合可以获得一种特殊的拓扑，在这种拓扑空间中某一类函数序列收敛于零函数。
- 任何集合都可以赋予离散拓扑。在离散拓扑中任何一个子集都是开集。在这种拓扑空间中，只有常数列或者网是收敛的。
- 任何集合都可以赋予平庸拓扑。在平庸拓扑中只有空集和全集是开集。在这种拓扑空间中，任和一个序列或者网都收敛于任何一个点。这个例子告诉我们，在某些極端情況下，一个序列或者网可能不会收敛于唯一的一个点。
- 有限补拓扑。设X是一个集合。X的所有有限子集的补集加上空集，构成X上的一个拓扑。相应的拓扑空间称为有限补空间。有限补空间是这个集合上最小的T1拓扑。
- 可数补拓扑。设X是一个集合。X的所有可数子集的补集加上空集，构成X上的一个拓扑。相应的拓扑空间称为可数补空间。
- 如果Γ是一个序数，则集合[0, Γ]是一个拓扑空间，该拓扑可以由区间(a, b]生成，此处a和b是Γ的元素。

### 例子
1. X = {1,2,3,4} 和 X 內兩個子集組成的集族 τ = {∅, X} 會形成一個平庸拓扑。
2. X = {1,2,3,4} 和 X 內六個子集組成的集族 τ = {∅,{2},{1,2},{2,3},{1,2,3},{1,2,3,4}} 會形成另一個拓撲。
3. X = ℤ（整數集合）及集族 τ 等於所有的有限整數子集加上 ℤ 自身不是一個拓撲，因為（例如）所有不包含零的有限集合的聯集是無限的，但不是 ℤ 的全部，因此不在 τ 內。
4. 1个元素的集上总拓扑数显然只有1个。
5. 2个元素的集上总拓扑数显然只有4个。
6. 3个元素的集上总拓扑数只有29个。
7. 4个元素的集上总拓扑数只有355个。
8. n个元素的集上总拓扑数规律还在研究中，不过已取得些成果。参见OEIS-A000798说明

3点集 X={a,b,c}的拓扑总共有29个,可分为九类，具体如下：
1. {∅, X}
2. {∅,{a},X},{∅,{b},X},{∅,{c},X}
3. {∅,{a,b},X},{∅,{a,c},X},{∅,{b,c},X}
4. {∅,{a},{b,c},X},{∅,{b},{a,c},X},{∅,{c},{a,b},X}
5. {∅,{a},{a,b},X},{∅,{a},{a,c},X},{∅,{b},{a,b},X},{∅,{b},{b,c},X},{∅,{c},{a,c},X},{∅,{c},{b,c},X}
6. {∅,{a},{a,b},{a,c},X},{∅,{b},{a,b},{b,c},X},{∅,{c},{a,c},{b,c},X}
7. {∅,{a},{b},{a,b},X},{∅,{a},{c},{a,c},X},{∅,{b},{c},{b,c},X}
8. {∅,{a},{b},{a,b},{a,c},X},{∅,{a},{b},{a,b},{b,c},X},{∅,{a},{c},{a,b},{a,c},X},{∅,{a},{c},{a,c},{b,c},X},{∅,{b},{c},{a,b},{b,c},X},{∅,{b},{c},{a,c},{b,c},X}
9. {∅,{a},{b},{c},{a,b},{a,c},{b,c},X}

## 拓扑空间的构造
- 拓扑空间的任何一个子集都可以被赋予一个子空间拓扑，子空间拓扑中的开集是全空间上的开集和子空间的交。
- 对任何非空的拓扑空间族，我们可以构造出这些拓扑空间的积上的拓扑，这种拓扑称为积拓扑。对于有限积来说，积空间上的开集可以由空间族中各个空间的开集的积生成出来。
- 商拓扑可以被如下地定义出来：若X是一个拓扑空间，Y是一个集合，如果f : X  →  Y是一个满射，那么Y获得一个拓扑；该拓扑的开集可如此定义，一个集合是开的，当且仅当它的逆像也是开的。可以利用f自然投影确定下X上的等价类，从而给出拓扑空间X上的一个等价关系。
- Vietoris拓扑

## 拓扑空间的分类
依据点和集合分离的程度、大小、连通程度、紧性等。可以对拓扑空间进行各种各样的分类。并且由于这些分类产生了许多不同的术语。
以下假设X为一个拓扑空间。

### 分离公理
详细资料请参照分离公理以及相关条码。有些术语在老的文献中采用了不同地定义方式，请参照分离公理的历史。
拓扑不可区分性
X中两个点x，y称为拓扑不可区分的，当且仅当如下结论之一成立：
- 对X中每个开集U，或者U同时包含x，y两者，或者同时不包含它们。
- x的邻域系和y的邻域系相同。
- {\displaystyle x\in {\overline {\{y\}}}}，且{\displaystyle y\in {\overline {\{x\}}}}。

### 可数公理
可分的
X称为可分的，当且仅当它拥有一个可数的稠密子集。
第一可数
X称为第一可数的，当且仅当其任何一个点都有一个可数的局部基。
第二可数
X称为第二可数的，当且仅当其拥有一个可数的基。

### 连通性
连通
X称为连通的，当且仅当它不是两个无交的非空开集的并。（或等价地，该空间的闭开集（既开又闭的集合）只有空集和全空间两者）。
局部连通
X称为局部连通的，当且仅当它的每个点都存在一个特殊的局部基，这个局部基由连通集构成。
完全不连通
X称为完全不连通的，当且仅当不存在多于一个点的连通子集。
道路连通
X称为道路连通的，当且仅当其任意两点x和y，存在从x到y的道路p，也即，存在一个连续映射p: [0,1] → X，满足p（0）= x  且p（1）= y。道路连通的空间总是连通的。
局部道路连通
X称为局部道路连通的，当且仅当其每个点都有一个特殊的局部基，这个局部基由道路连通集构成。一个局部道路连通空间是连通的，当且仅当它是道路连通的。
单连通
X称为单连通的，当且仅当它是道路连通且每个连续映射{\displaystyle f:\mathbb {S} ^{1}\rightarrow X}都与常数映射同伦。
可缩
X称为可缩的，当且仅当它同伦等价到一点。
超连通
X称为超连通的，当且仅当任两个非空开集的交集非空。超连通蕴含连通。
极连通
X称为极连通的，当且仅当任两个非空闭集的交集非空。极连通蕴含道路连通。
平庸的
X称为平庸的，当且仅当其开集只有本身与空集。

### 紧性
（详细资料请参照紧集）
紧性
X称为紧的，当且仅当其任意开覆盖都有有限开覆盖的加细。
林德洛夫性质
X称为拥有林德洛夫性质，当且仅当其任意开覆盖都有可数开覆盖的加细。
仿紧
X称为仿紧的，当且仅当其任意开覆盖都有局部有限开覆盖的加细。
可数紧
X称为可数紧的，当且仅当其任意可数开覆盖都有限开覆盖的加细。
列紧
X称为可数紧的，当且仅当其任意点列都包含收敛子列。
伪紧
X称为伪紧的，当且仅当其上的任意实值连续函数都有界。

### 可度量化
可度量性意味着可赋予空间一个度量，使之给出该空间的拓扑。目前已有许多版本的度量化定理，其中最著名的是Urysohn度量化定理：一个第二可数的正则豪斯多夫空间可被度量化。由此可导出任何第二可数的流形皆可度量化。

## 拥有代数结构的拓扑空间
对於任一类代数结构，我们都可以考虑其上的拓扑结构，并要求相关的代数运算是连续映射。例如，一个拓扑群{\displaystyle G}乃是一个拓扑空间配上连续映射{\displaystyle m:G\times G\rightarrow G}（群乘法）及{\displaystyle i:G\rightarrow G}（反元素），使之具备群结构。
同样地，可定义拓扑向量空间为一个赋有拓扑结构的向量空间，使得加法与纯量乘法是连续映射，这是泛函分析的主题；我们可以类似地定义拓扑环、拓扑域等等。
结合拓扑与代数结构，往往可以引出相当丰富而实用的理论，例如微分几何探究的主齐性空间。在代数数论及代数几何中，人们也常定义适当的拓扑结构以简化理论，并得到较简明的陈述；如数论中的局部域（一种拓扑域），伽罗瓦理论中考虑的Krull拓扑（一种特别的拓扑群），以及定义形式概形所不可少的I-进拓扑（一种拓扑环）等等。

## 拥有序结构的拓扑空间
拓扑空间也可能拥有自然的序结构，例子包括：
- 谱空间（spectral space）上的序结构。
- 特殊化预序：定义{\displaystyle x\leq y\Leftrightarrow \mathrm {cl} (x)\subset \mathrm {cl} (y)}。常见於计算机科学。